# Avgas

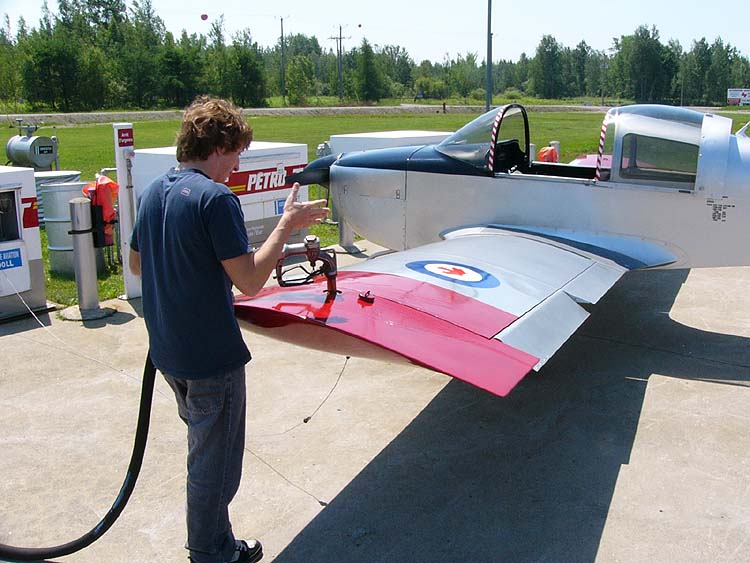
Avião de turismo sendo abastecido com avgas 100LL, combustível para aeronaves leves com motor a pistão.

Avgas ou gasolina de aviação é um combustível de alta octanagem usado em aeronaves com motor a pistão ou motor Wankel. A Avgas evapora rapidamente e é altamente inflamável.

## Composição
O principal componente do petróleo usado na mistura da Avgas é o alquilato, que é basicamente uma mistura de isoctano (2,2,4-trimetilpentano) com olefinas. Algumas refinarias usam a reforma catalítica para obter combustíveis de alta octanagem.
As misturas aditivas utilizadas atualmente na Avgas foram desenvolvidas ainda entre as décadas de 1950 e 1960. Uma delas é o etil-fluido: uma substância que contém alta porcentagem de tetraetilchumbo, que por sua vez é um antidetonante que eleva a octanagem da Avgas porém é altamente tóxico e cancerígeno, o que inclusive levou à proibição de seu uso em combustíveis automobilísticos. Também por esta razão o uso da Avgas é evitado em grande parte da aviação comercial.
Desde que o tetraetilchumbo começou a se tornar um aditivo caro, apenas uma quantidade mínima desta substância (aproximadamente 0,56%) tem sido adicionada à Avgas para aumentar o índice de octanagem. No entanto, a gasolina de aviação com chumbo infelizmente ainda é um elemento vital para o sistema de segurança de um motor a pistão: aproximadamente 230 000 aeronaves no mundo inteiro dependem da Avgas 100LL para uma operação segura. Atualmente, a Avgas 100LL é a única dos Estados Unidos que ainda contém o aditivo tetraetilchumbo. A Avgas usada hoje em dia é uma consequência do desenvolvimento de motores aeronáuticos de alta potência, o que foi necessário para possibilitar voos comerciais e militares econômicos e confiáveis. Há décadas o TEL vem sendo usado como um aditivo da Avgas para criar níveis de octanagem elevados o bastante para prevenir a detonação de motor (engine knock). Qualquer operação conduzida sem quantidade adequada desse aditivo pode resultar em falha de motor.
Algumas aeronaves utilizam a gasolina automotiva. A maior parte dessas aeronaves tem motores de baixa compressão com um certificado de originalidade para usar entre 80 / 87 Avgas. Há aeronaves que utilizam a “gasolina regular 87” (nome dado à gasolina comum usada em veículos nos Estados Unidos e Canadá). Dentre os aviões que usam este tipo de combustível estão os populares Cessna 172 e o Piper Cherokee.[carece de fontes?]
Os principais consumidores do Avgas são os Estados Unidos, Canadá, Austrália, Brasil e África do Sul. Na Europa, o preço do Avgas é alto, levando um número grande de aviões a sofrerem a conversão do diesel,  que não é tão caro e, além disso, apresenta um número enorme de vantagens de uso em aviação.[carece de fontes?]
Para identificar a octanagem da Avgas foi criado um código de cores, cada qual correspondendo a uma faixa de octanagem:
- Entre 80 e 87 Avgas: vermelho
- Entre 100 e 130 Avgas: verde
- Entre 115 e 145 Avgas: roxo
- 100 LL: azul

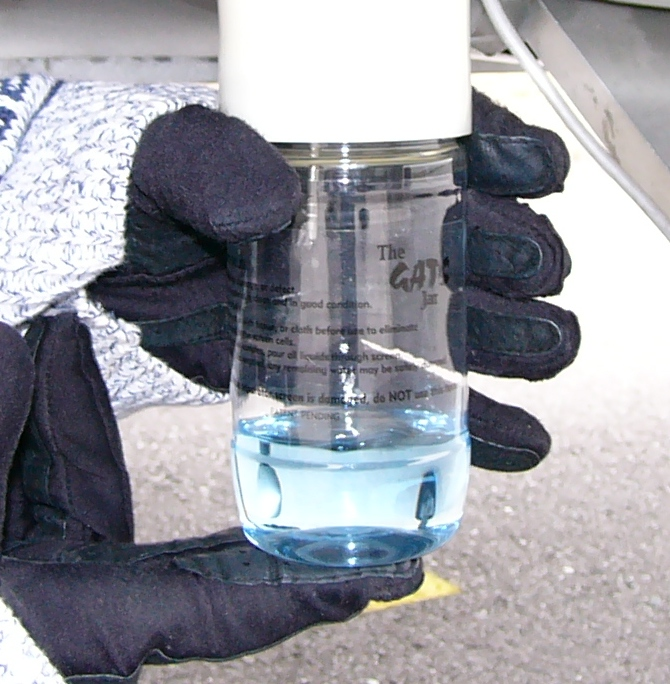
Amostra de Avgas azul sendo coletada para análise de impurezas.

A maioria dos motores de avião usa  combustível entre 80 e 87 Avgas, que tem aproximadamente o mesmo nível de octanagem usado nos carros atuais. Conversões diretas para o combustível automobilístico são bastante comuns. No Brasil, essas modificações devem ser homologadas mediante   processos de Certificação Suplementar de Tipo (CST) ou de Homologação Suplementar de Tipo, com a emissão de CHST (Certificado de Homologação de Suplementar de Tipo) pela autoridade competente. 
Uma das razões para a dificuldade de utilização da gasolina comum na aviação é a  fácil evaporação,  que  provoca uma "fechadura de vapor" (uma bolha em forma de linha), impedindo que o combustível chegue ao motor. Este não é considerado um obstáculo insuperável  mas requer verificação do sistema de combustível, para garantir que haja um "escudo" adequado  a altas temperaturas  e a manutenção de uma pressão suficiente nos tanques de combustível. Esta é a principal razão pela qual as  conversões de combustível, em ambos os motores específicos de aeronaves, precisam obter a devida certificação.[carece de fontes?] O Avgas tem uma densidade de 2,727 kg por galão a 15 °C ou 0.72 kg/l . A  densidade aumenta para 2,899 kg por galão, quando a temperatura chega a -40 °C.